# Moraas
Moraas település Németországban, Mecklenburg-Elő-Pomeránia tartományban. Lakosainak száma 488 fő (2023. december 31.).

## Népesség
A település népességének változása:
| Lakosok száma | 479  | 466  | 493  | 490  | 485  | 488  |
|               | 2014 | 2017 | 2019 | 2021 | 2022 | 2023 |